# SWARM (人工衛星)
SWARMは欧州宇宙機関(ESA)が2013年11月に打ち上げた地磁気観測衛星。同型の衛星3基が連携して観測を行い、地球磁気圏のデータを収集する。

## 概要
2002年にデンマーク国立宇宙センター(DNSC)のエイギル・フリース＝クリステンセンなど欧州各国の科学者によって提案され、2004年にESAの進める地球観測計画 「The Living Planet Programme」のミッションとして選定された。
本ミッションでは高性能な磁気センサーと衛星3基の連携観測によって、従来以上の時間的・空間的分解能で地磁気の観測が可能となる。収集された高精度な観測データを元に地球内部の電磁気学的・流体力学的モデルを構築し、それによって地磁気強度の永年変化や、磁極の経年移動、不均一な磁気強度分布（南大西洋異常帯など）など、不明な点が多い地磁気現象のメカニズムを解明することが期待されている。また、異なる高度での同時観測によって、地球磁気圏の振る舞いに影響を与える外部的要因（太陽風）と内部的要因（地球の固有磁場）の相互作用についても研究が行われ、宇宙天気予報の精度向上に寄与すると見込まれる。
3基の衛星はいずれも同型で、打ち上げ後に台形の本体から長さ5mのブームを展開する。ブームの中ほどには主観測機器のベクトル磁力計(VFM)がスタートラッカーと同じ架台に固定され、VFMの較正に用いられる絶対スカラー磁力計(ASM)が衛星本体の磁気干渉を避けるためブーム先端に取り付けられている。主製造業者はEADS アストリアムで、同社の拠点のひとつであるドイツ南部のフリードリヒスハーフェンで衛星組み立てが行われた。
SWARM衛星は2013年9月より1基ずつロシアのプレセツク宇宙基地に空輸され、11月22日にロコットロケットおよび上段ステージのブリーズ-KMよって3基の衛星が同時に打ち上げられた。投入されたのはいずれも近極軌道で、2基は高度460kmを並んで周回し、もう1基は一回り高い高度530kmの軌道をとる。4年間の運用期間中に軌道を下げて順次異なる高度での観測を行い、運用末期にはそれぞれ300kmと480kmの周回高度を予定している。衛星の管制はダルムシュタットの欧州宇宙運用センター(ESOC)によって行われる。ESAは2017年11月に4年間のミッション延長（～2021年）を決定した。
2018年2月にESAはカナダ宇宙庁(CSA)と協定を結び、宇宙天気の観測機器パッケージを搭載したカナダの人工衛星CASSIOPEがSWARMの3基と連携して4基体制で観測を進めることを発表した。

## 観測成果
2016年12月、SWARMの観測データを使用したリーズ大学とデンマーク工科大学の共同研究により、地球の外部コアに年間40km以上の速さで流れる液体鉄の「ジェットストリーム」が存在すると発表された。これは通常の外部コアの速度の3倍、地殻プレートの数十万倍の速度に相当する
。
2017年3月、3年間の観測データ蓄積を元にミッション目的の一つであった岩石圏（リソスフェア）の磁場分布マップが公開された。先行する磁器観測衛星CHAMPの観測データと総合し、従来作成された中で最も詳細な250kmスケールの磁場分布図となっている。
2017年4月には、前年にカナダのオーロラ撮影グループによって発見され「スティーブ」と名付けられていた高層大気の発光現象について、SWARMの観測データと照合した結果としてそれが高度300kmに発生する高温・高速のガスの流れであることが明らかにされた。

## 観測機器
- ベクトル磁力計 VFM (Vector Field Magnetometer)

磁場のベクトル成分を測定するフラックスゲート型磁力計。装置の精度は0.5ナノテスラ(nT)。デンマーク工科大学宇宙研究所(DTU Space)によって開発された。衛星の姿勢計測との誤差を最小にするため、熱膨張の少ない炭素繊維強化ポリマー製マウントにスタートラッカーと共に固定されている。
- 絶対スカラー磁力計 ASM (Absolute Scalar Magnetometer)

電子スピン共鳴の原理を利用する光ポンピング磁力計。媒質ガスとしてヘリウムを使用し、磁界強度を 0.3 nT の絶対精度で計測する。ミッション期間を通じてVFMの較正に用いられる。フランス原子力庁電子情報技術研究所(CEA/LETI)によって開発され、フランス国立宇宙研究センター(CNES)より提供された。
- 電場測定器 EFI (Electric Field Instrument)

超熱的イオンイメージャ(Suprathermal Ion Imager:SSI)とラングミュア探針によって、プラズマイオンの密度・ドリフト・加速度を高精度で計測する。カナダのカルガリー大学とCOM DEV社の共同開発。衛星の進行方向先端に取り付けられる。
- 加速度計 ACC (Accelerometer)
- レーザ反射器 LRR (Laser Retro Reflector)